# (4920) Gromov
(4920) Gromov ist ein Asteroid des Hauptgürtels, der am 8. August 1978 vom russischen Astronomen Nikolai Stepanowitsch Tschernych am Krim-Observatorium in Nautschnyj (IAU-Code 095) entdeckt wurde.
Der Asteroid wurde am 2. April 1999 nach dem sowjetischen Piloten Michail Michailowitsch Gromow (1899–1985) benannt, der als Testpilot zahlreiche Langstreckenrekorde aufstellte und dafür neben dem Titel Held der Sowjetunion insgesamt viermal den Leninorden sowie als erster sowjetischer Pilot die De la Vaulx Medaille der FAI verliehen bekam.